# 王应龙
王应龙，1990年7月1日—），汉族，中國大陆歌手，畢業於四川音乐学院。2011年，代表中国大陆参加香港TVB8举行的《TVB全球华人新秀歌唱大赛》最终获得总亚军。